# Bataille de Banjo
Première Guerre mondiale
La bataille de Banjo, également appelée bataille de Banyo, se déroule du 4 au 6 novembre 1915 au Kamerun et voit les forces britanniques commandées par le brigadier Frederick Cunliffe battre les troupes allemandes  d'Adolf Schipper (de). La bataille prend place durant la campagne d'Afrique de l'Ouest, au milieu de la Première Guerre mondiale.

## Contexte
À la suite du déclenchement de la Première Guerre mondiale, les forces britanniques du Nigérialancent une attaque contre les forts allemands de Garua, dans le nord du Kamerun. Après avoir échoué à prendre les forts et subi de lourdes pertes lors de la première bataille de Garua, les forces britanniques adoptent une stratégie défensive dans les régions frontalières.
Le commandant allemand à Garua, von Crailsheim, prend alors confiance et lance un raid au-delà de la frontière, qui est repoussé lors de la bataille de Gurin en avril 1915. À la suite de cette défaite, le capitaine Adolf Schipper conduit les soldats allemands blessés vers le fort de Banjo, situé plus au sud. Ce raid allemand provoque une riposte du commandant britannique local, Hugh Cunliffe, qui finit par capturer les forts de Garua lors de la Deuxième bataille de Garua. En juillet, Cunliffe remporte également la bataille de Ngaoundéré, plus au sud. Cependant, en raison des fortes pluies, Cunliffe décide de participer au siège de Mora plutôt que de progresser vers la base allemande de Jaunde.
Lorsque les conditions météorologiques s’améliorent, Cunliffe reprend son avance vers le sud en octobre. Le 22 octobre, la ville de Bamenda est occupée par les troupes britanniques. Deux jours plus tard, elles occupent également le village de Banjo. Le 3 novembre, la colonne britannique prend la ville de Tibati, située à environ 90 kilomètres au sud-ouest de Ngaoundéré.
Le fort allemand situé sur une colline près de Banjo, proche de la frontière avec le Nigéria, constitue le dernier bastion allemand dans le nord du Kamerun entre Cunliffe et Jaunde. Ce fort est installé au sommet d’une montagne aux pentes escarpées mais au sommet relativement plat. De nombreux rochers jalonnent les pentes de la montagne. En préparation à la bataille, les forces allemandes érigent environ 300 fortifications entre ces rochers et creusent de nombreuses tranchées sur les flancs de la colline. Sous le commandement du capitaine Adolf Schipper, le fort se prépare à un long siège, semblable à ceux de Mora et Garua. Avant le début de la bataille, la garnison a même préparé le sommet de la montagne pour des cultures agricoles. En octobre 1915, le fort est défendu par 23 officiers européens et environ 200 Askaris indigènes.

## Bataille
Bien que les forces britanniques occupent la ville de Banyodepuis la fin du mois d'octobre, les combats ne commencent réellement que lors de la tentative de prise du fort. Le matin du 4 novembre, une compagnie britannique sous le commandement du capitaine Bowyer-Smijth lance un assaut contre les défenses allemandes, avec le soutien de trois pièces d’artillerie. Grâce à un épais brouillard, les Britanniques parviennent à surprendre les défenseurs allemands. Au cours des combats qui s’ensuivent, le capitaine Bowyer-Smijth est tué, ainsi que d’autres membres de sa compagnie, qui battent en retraite vers le bas de la montagne. Cette nuit-là, cinq compagnies britanniques tentent un nouvel assaut de la colline. Les Allemands réussissent à repousser l’attaque en bombardant l’infanterie britannique avec de la dynamite.
Le lendemain, les forces britanniques restent positionnées sur les pentes de la colline, à environ 100 mètres du sommet. À ce moment-là, les trois pièces d’artillerie britanniques commencent à manquer de munitions. Toutefois, de nouvelles munitions arrivent dans la soirée, ce qui permet de lancer un nouvel assaut contre le fort. Dans la nuit, pendant un orage, l'attaque finale est lancée. Lorsque les troupes nigérianes atteignent enfin le sommet, des combats au corps à corps éclatent, causant de lourdes pertes des deux côtés. Pendant la bataille, une grande partie de la garnison allemande déserte, tandis que ceux qui restent se rendent au matin du 6 novembre 1915.
Le commandant allemand, le capitaine Adolf Schipper, est tué au combat, ainsi qu’environ 27 soldats allemands. Les pertes britanniques s’élèvent à environ 50 morts.

## Suites
À la suite de la bataille, les forces britanniques parviennent à capturer la plupart des déserteurs allemands. Alors qu'elles rentren le fort de Banjo, elles découvrent une position fortement défendue, avec suffisamment de munitions et de provisions pour résister durant plusieurs semaines, voire mois.
La victoire britannique à Banjo sonne le glas de la résistance allemande dans le nord du Kamerun. Les forces de Cunliffe, au nord, peuvent désormais entrer en contact avec celles de Dobell, au sud-ouest. La prise du fort allemand permet de préparer un deuxième assaut contre Jaunde et chasse les Allemands vers la colonie espagnole neutre de Río Muni, en actuelle Guinée équatoriale.